# 116
116（一百一十六）是115與117之間的自然數。

## 在数学中
- 第85個合數，正因數有1、2、4、29、58和116。前一個為115、下一個為117。
質因數分解為{\displaystyle 2^{2}\times 29}。
- 第87個虧數，真因數和為94，虧度為22。前一個為115、下一個為117。
- 第80個不尋常數，大於平方根的質因數為29。前一個為115、下一個為117。
- 第68個十进制的奢侈數。前一個為114、下一個為117。
- 首三個合数的平方之和：{\displaystyle 4^{2}+6^{2}+8^{2}}

## 在人类文化中
- 英格兰和法國交戰百年戰爭於1337年－1453年，斷續長達116年。

## 在科学中
- 鉝的原子序數

## 在交通中
- 過海隧道巴士116線

## 在其他領域中
- 116在中華民國郵遞區號中係指台北市文山區